# Купвілл (Вашингтон)
Купвілл (англ. Coupeville) — місто (англ. town) в США, в окрузі Айленд штату Вашингтон. Населення — 1942 особи (2020).

## Географія
Купвілл розташований за координатами 48°13′1″ пн. ш. 122°40′40″ зх. д. / 48.21694° пн. ш. 122.67778° зх. д. (48.217004, -122.677794).  За даними Бюро перепису населення США в 2010 році місто мало площу 3,18 км², уся площа — суходіл.

### Клімат
Містечко знаходиться у зоні, котра характеризується середземноморським кліматом. Найтепліший місяць — серпень із середньою температурою 16.3 °C (61.3 °F). Найхолодніший місяць — січень, із середньою температурою 4.1 °С (39.3 °F).
| Клімат Купвілла         | Клімат Купвілла | Клімат Купвілла | Клімат Купвілла | Клімат Купвілла | Клімат Купвілла | Клімат Купвілла | Клімат Купвілла | Клімат Купвілла | Клімат Купвілла | Клімат Купвілла | Клімат Купвілла | Клімат Купвілла | Клімат Купвілла |
| Показник                | Січ.            | Лют.            | Бер.            | Квіт.           | Трав.           | Черв.           | Лип.            | Серп.           | Вер.            | Жовт.           | Лист.           | Груд.           | Рік             |
| Абсолютний максимум, °C | 18,3            | 20,6            | 25,6            | 27,2            | 30              | 33,3            | 35,6            | 36,7            | 32,8            | 26,1            | 20              | 21,1            | 36,7            |
| Середній максимум, °C   | 6,9             | 8,9             | 11,1            | 14,1            | 17,1            | 19,6            | 22,1            | 22,2            | 19,4            | 14,6            | 10              | 7,5             | 14,4            |
| Середня температура, °C | 4,1             | 5,3             | 6,9             | 9,3             | 12              | 14,3            | 16,2            | 16,3            | 13,9            | 10,3            | 6,7             | 4,8             | 10              |
| Середній мінімум, °C    | 1,2             | 1,7             | 2,7             | 4,4             | 6,9             | 9,1             | 10,3            | 10,3            | 8,4             | 6               | 3,4             | 2,1             | 5,6             |
| Абсолютний мінімум, °C  | −16,1           | −15             | −7,8            | −3,9            | −2,2            | 1,7             | 4,4             | 3,3             | −1,7            | −7,2            | −14,4           | −16,1           | −16,1           |
| Норма опадів, мм        | 59              | 44              | 46              | 39              | 39              | 32              | 18              | 22              | 33              | 45              | 65              | 69              | 510             |
| Днів з опадами          | 15              | 12              | 13              | 11              | 10              | 9               | 5               | 6               | 8               | 11              | 15              | 17              | 132             |
| Днів зі снігом          | 0,4             | 0,5             | 0,1             | 0               | 0               | 0               | 0               | 0               | 0               | 0               | 0,3             | 0,4             | 1,7             |
| ----------------------- | --------------- | --------------- | --------------- | --------------- | --------------- | --------------- | --------------- | --------------- | --------------- | --------------- | --------------- | --------------- | --------------- |
| Джерело: Weatherbase    |                 |                 |                 |                 |                 |                 |                 |                 |                 |                 |                 |                 |                 |

## Демографія
Згідно з переписом 2010 року, у місті мешкала 1831 особа в 806 домогосподарствах у складі 428 родин. Густота населення становила 575 осіб/км².  Було 933 помешкання (293/км²).
Расовий склад населення:
| - 87,2 % — білих - 1,9 % — азіатів - 1,6 % — чорних або афроамериканців - 0,6 % — корінних американців - 0,3 % — вихідців з тихоокеанських островів - 4,2 % — осіб інших рас |

До двох чи більше рас належало 4,3 %. Частка іспаномовних становила 9,0 % від усіх жителів.
За віковим діапазоном населення розподілялося таким чином: 17,1 % — особи молодші 18 років, 55,4 % — особи у віці 18—64 років, 27,5 % — особи у віці 65 років та старші. Медіана віку мешканця становила 51,1 року. На 100 осіб жіночої статі у місті припадало 79,5 чоловіків;  на 100 жінок у віці від 18 років та старших — 78,0 чоловіків також старших 18 років.
Середній дохід на одне домашнє господарство  становив 65 833 долари США (медіана — 44 417), а середній дохід на одну сім'ю — 86 424 долари (медіана — 75 250). За межею бідності перебувало 14,4 % осіб, у тому числі 27,3 % дітей у віці до 18 років та 9,5 % осіб у віці 65 років та старших.
Цивільне працевлаштоване населення становило 788 осіб. Основні галузі зайнятості: освіта, охорона здоров'я та соціальна допомога — 32,9 %, науковці, спеціалісти, менеджери — 14,3 %, транспорт — 9,4 %, мистецтво, розваги та відпочинок — 7,4 %.